# Campeonato Paulista 1904
El Campeonato de la Liga Paulista de Fútbol de 1904 fue la tercera edición de esta competición entre clubes de fútbol de São Paulo afiliados a la Liga Paulista de Foot-Ball (LPF). Es reconocido oficialmente por la Federación Paulista de Fútbol (FPF) como la tercera edición del Campeonato Paulista de Fútbol.
Disputado entre el 3 de mayo y el 30 de octubre de ese año, contó por primera vez con la participación de seis clubes. El campeón fue el São Paulo Athletic, que consiguió su tercer título local, y también el primero de manera invicta de la historia de la liga.

## Historia
La Liga Paulista de Foot-Ball mantuvo sus planes de ofrecer un sexto lugar a clubes no afiliados a la entidad, y dos equipos compitieron en una clasificación por un lugar en el campeonato de 1904. El Athletica das Palmeiras, equipo del barrio de Santa Cecilia, venció al Club Athletico Internacional, campeón de la ciudad de Santos, por 1-0, en el campo del Velódromo y aseguró un cupo en el campeonato de la LPF.

## Equipos participantes
| Equipo                  | Ciudad    | Fundación               |
| ----------------------- | --------- | ----------------------- |
| Athletica das Palmeiras | São Paulo | 9 de noviembre de 1902  |
| Germânia                | São Paulo | 7 de septiembre de 1899 |
| Internacional           | São Paulo | 19 de agosto de 1899    |
| Mackenzie               | São Paulo | 18 de agosto de 1898    |
| Paulistano              | São Paulo | 29 de diciembre de 1900 |
| São Paulo Athletic      | São Paulo | 13 de mayo de 1888      |

## Desarrollo

### Clasificación
| Pos. | Equipo                  | Pts. | PJ | G | E | P | GF | GC | Dif. | Clasificación                |
| ---- | ----------------------- | ---- | -- | - | - | - | -- | -- | ---- | ---------------------------- |
| 1    | São Paulo Athletic      | 18   | 10 | 8 | 2 | 0 | 28 | 4  | +24  | Final por el campeonato      |
| 1    | Paulistano              | 18   | 10 | 8 | 2 | 0 | 20 | 6  | +14  | Final por el campeonato      |
| 3    | Internacional           | 12   | 10 | 6 | 0 | 4 | 22 | 15 | +7   |                              |
| 4    | Mackenzie               | 6    | 10 | 3 | 0 | 7 | 11 | 21 | −10  |                              |
| 5    | Germânia                | 4    | 10 | 2 | 0 | 8 | 11 | 18 | −7   |                              |
| 6    | Athletica das Palmeiras | 2    | 10 | 1 | 0 | 9 | 6  | 34 | −28  | Promoción por la permanencia |

 Fuente: RSSSF

### Final por el campeonato
| 30 de octubre de 1904 | São Paulo Athletic | 1-0 | Paulistano | Velódromo Paulistano, São Paulo |                        |
|                       | - Charles Miller   |     |            | Árbitro(s): E. Lefevre          | Árbitro(s): E. Lefevre |

| Campeón São Paulo Athletic |
| 3.er título                |

### Promoción por la permanencia
|  | Athletica das Palmeiras | 4-0 | Internacional |  |  |

Con esta victoria por 4-0, Athletica das Palmeiras mantuvo la categoría.